# Giovanni Battista Rotario da Pralormo
Giovanni Battista Rotario da Pralormo, ou Giovanni Battista Rovero, né le 28 novembre 1684 à Palerme, en Sicile et mort le 9 octobre 1766 à Turin, est un cardinal italien du XVIIIe siècle.

## Biographie
Giovanni Battista Rotario da Pralormo exerce diverses fonctions au sein de la Curie romaine, notamment conseiller à la Congrégation de l'Inquisition.
Il est nommé évêque d'Acqui en 1727 et archevêque de Turin en 1744.
Le pape Benoît XIV le crée cardinal lors du consistoire du 5 avril 1756. Il participe au conclave de 1758, lors duquel Clément XIII est élu pape.

### Sources
- Fiche du cardinal Giovanni Battista Rotario da Pralormo sur le site fiu.edu